# First Impressions of Earth
First Impressions of Earth ist das dritte Studioalbum der US-amerikanischen Rockband The Strokes, das im Dezember 2005 erschien.

## Entstehung und Veröffentlichung
Die Erstveröffentlichung von First Impressions of Earth erfolgte am 30. Dezember 2005 bei RCA Records. Das Album erschien in seiner Originalausführung als CD und Download mit 14 Titeln (Katalognummer: 82876 76420 2). Am 22. November 2013 erschien es erstmals als LP-Ausführung bei Music on Vinyl (Katalognummer: MOVLP885). First Impressions of Earth ist das erste Album der Band, das den Parental-Advisory-Aufkleber trägt.
Geschrieben wurden die Lieder alle überwiegend alleine von Strokes-Frontmann Julian Casablancas, bei Ask Me Anything bekam er Unterstützung von Bandkollegen Nick Valensi, bei Killing Lies von Strokes-Bassisten Nikolai Fraiture sowie bei Evening Sun von Strokes-Schlagzeuger Fabrizio Moretti. Damit schrieb lediglich Bandmitglied Albert Hammond Junior an keinem Titel mit. Für die Produktion aller Lieder zeichnete David Kahne verantwortlich, bei den drei Liedern Electricityscape, Killing Lies und Razorblade bekam er Unterstützung durch Gordon Raphael.

## Titelliste
1. You Only Live Once – 3:09
2. Juicebox – 3:17
3. Heart in a Cage – 3:27
4. Razorblade – 3:29
5. On the Other Side – 4:38
6. Vision of Division – 4:20
7. Ask Me Anything – 3:12
8. Electricityscape – 3:33
9. Killing Lies – 3:50
10. Fear of Sleep – 4:00
11. 15 Minutes – 4:34
12. Ize of the World – 4:29
13. Evening Sun – 3:06
14. Red Light – 3:11

## Singleauskopplungen
| Jahr | Titel              | Höchstplatzierung, Gesamtwochen, AuszeichnungChartplatzierungen (Jahr, Titel, , Platzierungen, Wochen, Auszeichnungen, Anmerkungen) | Höchstplatzierung, Gesamtwochen, AuszeichnungChartplatzierungen (Jahr, Titel, , Platzierungen, Wochen, Auszeichnungen, Anmerkungen) | Höchstplatzierung, Gesamtwochen, AuszeichnungChartplatzierungen (Jahr, Titel, , Platzierungen, Wochen, Auszeichnungen, Anmerkungen) | Anmerkungen                                                 |
| Jahr | Titel              | DE | UK | US | Anmerkungen                                                 |
| ---- | ------------------ | --- | --- | --- | ----------------------------------------------------------- |
| 2005 | Juicebox           | DE100 (1 Wo.)DE | UK5 (8 Wo.)UK | US98 (1 Wo.)US | Erstveröffentlichung: 4. Oktober 2005                       |
| 2006 | Heart in a Cage    | — | UK25 (2 Wo.)UK | — | Erstveröffentlichung: 20. März 2006                         |
| 2006 | You Only Live Once | — | UK— SilberUK | US— GoldUS | Erstveröffentlichung: 6. September 2006 Verkäufe: + 740.000 |

## Rezeption
Die britische Musikzeitschrift NME erklärte das Album zum achtbesten Album 2006.

## Kommerzieller Erfolg

### Chartplatzierungen
| ChartsChartplatzierungen       | Höchstplatzierung | Wochen |
| ------------------------------ | ----------------- | ------ |
| Deutschland (GfK)              | 11 (9 Wo.)        | 9      |
| Österreich (Ö3)                | 9 (11 Wo.)        | 11     |
| Schweiz (IFPI)                 | 11 (10 Wo.)       | 10     |
| Vereinigte Staaten (Billboard) | 4 (11 Wo.)        | 11     |
| Vereinigtes Königreich (OCC)   | 1 (13 Wo.)        | 13     |

| ChartsJahrescharts (2006)    | Platzierung |
| ---------------------------- | ----------- |
| Vereinigtes Königreich (OCC) | 99          |

### Auszeichnungen für Musikverkäufe
| Land/Region                  | Auszeichnungen für Musikverkäufe (Land/Region, Auszeichnung, Verkäufe) | Verkäufe |
| ---------------------------- | ---------------------------------------------------------------------- | -------- |
| Australien (ARIA)            | Gold                                                                   | 35.000   |
| Frankreich (SNEP)            | Silber                                                                 | 75.000   |
| Japan (RIAJ)                 | Gold                                                                   | 100.000  |
| Neuseeland (RMNZ)            | Gold                                                                   | 7.500    |
| Vereinigte Staaten (RIAA)    | Gold                                                                   | 500.000  |
| Vereinigtes Königreich (BPI) | Gold                                                                   | 100.000  |
| Insgesamt                    | 1× Silber · 5× Gold ·                                                  | 817.500  |